# Garcia II Sanche de Gascogne
Pour les articles homonymes, voir García.
Garcia II Sanche, Garsie-Sanche le Tors ou le Courbé (basque : Gartzia Antso, espagnol : García II Sánchez, gascon : Gassia Sans, latin : Garsia Sancius Corvum) fut duc de Gascogne de 886/887 jusqu’à sa mort après 920.
Aucun document contemporain ne livre ses origines sur lesquelles les historiens sont partagés : origine inconnue, ou issu des princes de Navarre ou encore des précédents comtes gascons.
En 887 il apparait dans une charte publiée par les grands d’Aquitaine assemblés à Bourges pour décider d’une action lors du crépuscule du règne de Charles le Gros. En 904, il utilisa le titre de comes et marchio in limitibus oceani (« comte et marquis jusqu’aux limites de l’océan »).
 
Garcia fut le premier d’une lignée de comtes puis ducs qui gouverna la Gascogne jusqu’en 1032 et incorpora le comté de Bordeaux dans son domaine.
Garcia divisa son domaine entre ses trois fils.

## Union et descendance
Il épouse vers 875 Aminia d'Angoulême, fille de Vulgrin Ier d'Angoulême, et en a six enfants :
- Sanche Garcie, qui hérite du comté de Gascogne ;
- Guillaume Garcie[3], qui hérite du comté de Fezensac (y compris l’Armagnac) ;
- Arnaud Garcie d'Astarac[3], qui hérite du comté d'Astarac et dont est issu la Maison d'Astarac ;
- Acibella, épouse de Galindo II Aznárez, comte d’Aragon ;
- Andregoto, épouse de Raimond, comte de Bordeaux ;
- Garsinda, épouse de Raymond III Pons, comte de Toulouse.